# 中华人民共和国居民身份证
中华人民共和国居民身份证是可以在中国大陆使用的身份证件之一，由中华人民共和国各县级行政区或不设区的地级市的公安机关颁发给符合下列条件之一的人士：
- 在本地设有户籍的人员；
- 已注销户籍，但是驻防本地或入伍前在本地设有户籍的中国人民解放军现役军人或中国人民武装警察部队现役官兵。

居民身份证的签发对象均为中华人民共和国公民，但反之则未必，例如已经定居国外且注销了户籍的华侨和中国大陆境内的无户籍人员（包含屬於境外地區的港澳台居民）就无法办理居民身份证。

## 历史

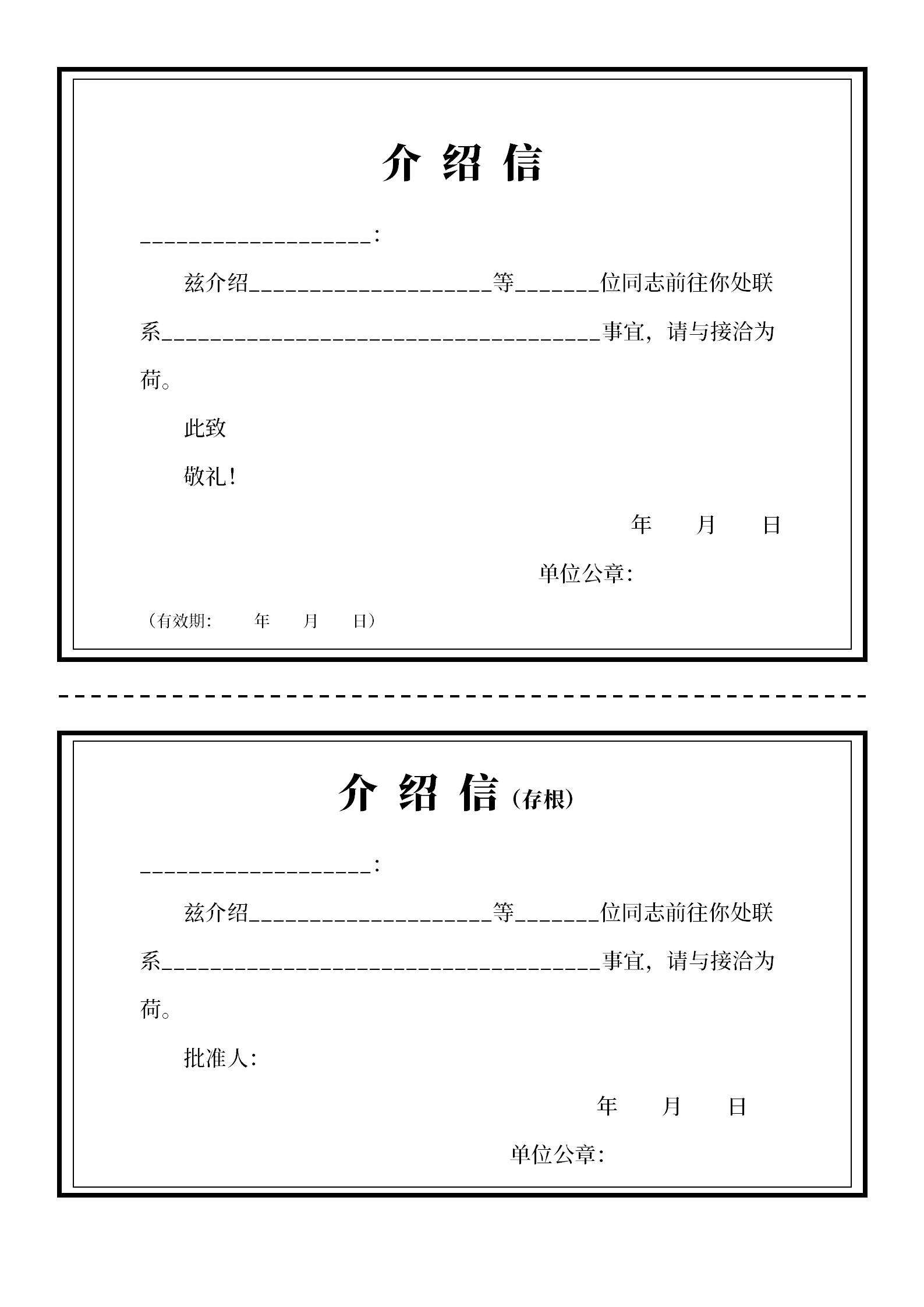
中国大陆常用的介绍信模板

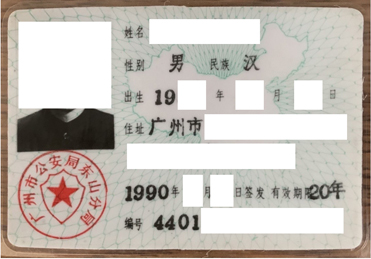
中华人民共和国第一代首批打字印制的居民身份证

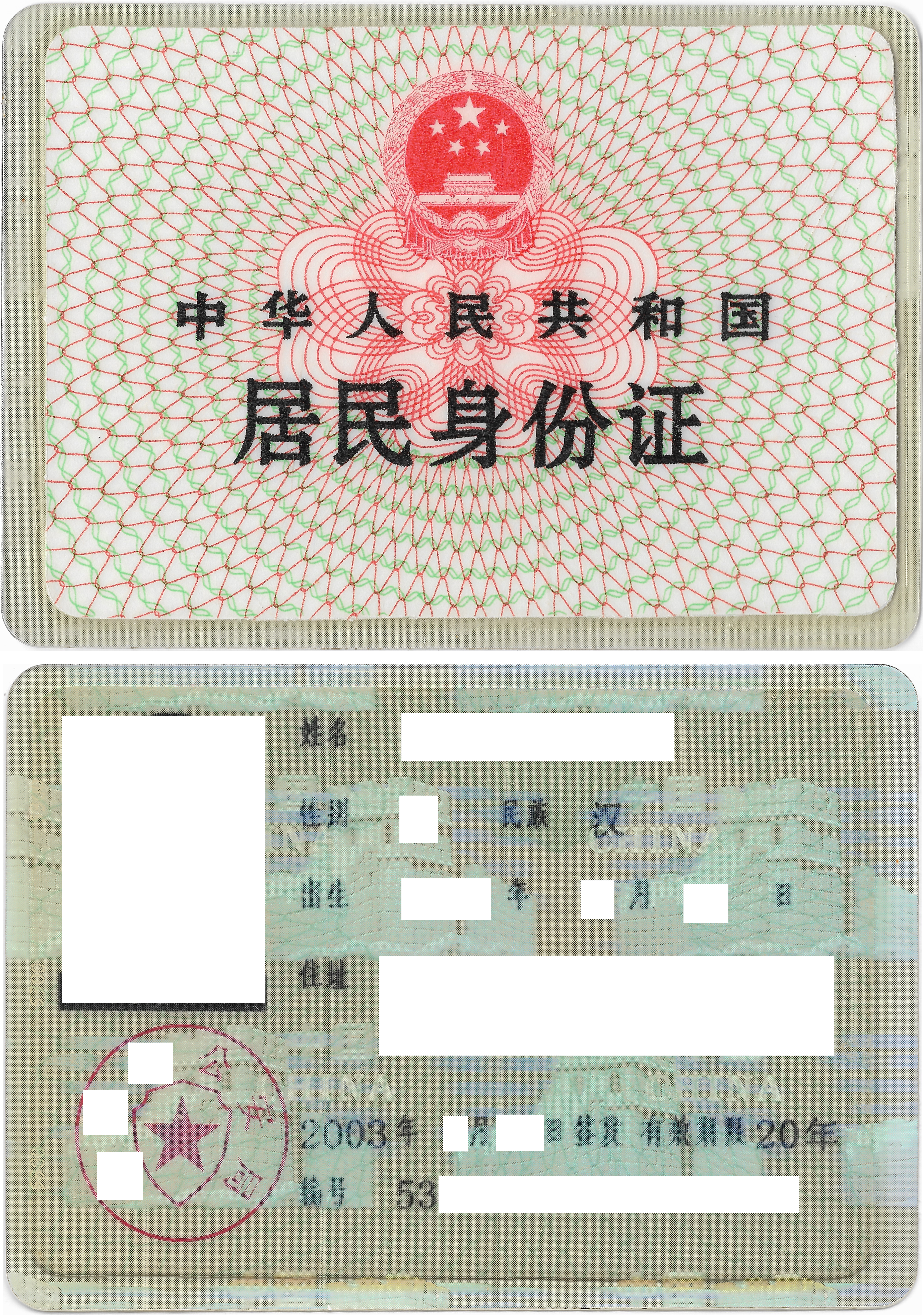
中华人民共和国第一代改进的电脑制居民身份证

从中华人民共和国建国起到1984年，中华人民共和国公民并没有个人身份证件，证明身份需用户口簿、介绍信等。

### 居民身份证条例时期
1984年4月6日，中华人民共和国国务院发布《中华人民共和国居民身份证试行条例》，公安部的工作人员开始进行有关技术和具体实施方法的研究，在自行研制并且借鉴外国之后，第一代居民身份证的形式被确定为聚酯膜塑封的单页卡片。1984年至1991年，北京、上海、天津等大城市开始进行试行身份证制度。生活在北京的中国歌剧舞剧院女高音单秀荣成为中华人民共和国第一个领到第一代身份证的中国居民。
1985年9月6日，第六届全国人民代表大会常务委员会第十二次会议批准发布《中华人民共和国居民身份证条例》，条例中规定所有年满十六岁居住在中华人民共和国境内的中国公民（除服现役的人民解放军军人、人民武装警察、依照法律正在服刑的犯人和被劳动教养的人员之外）都应当申领居民身份证。从此公安部开始统一印制、公安机关开始负责颁发和管理第一代居民身份证。中华人民共和国的居民身份证制度开始实施。
一直到2003年，中华人民共和国累计制作颁发居民身份证11.4亿份，实有持证人数达9.6亿。早期的证件内资料在乡村地区多为手写填入，或者在较大城市由手动打字机印出，并不规范和一致，但背景均是绿色网状中国地图。后改为长城激光图案背景，信息资料由电脑统一打出。然而随着时代的发展，证件的发放范围不够全面、制作工艺落后容易造假证、执法人员查验居民身份证的法制空缺的问题凸现，为应对这些问题和信息时代的到来，《中华人民共和国居民身份证法》的制定工作和第二代居民身份证的研发工作开始。

### 居民身份证法时期
2003年6月28日，中华人民共和国全国人民代表大会通过了《中华人民共和国居民身份证法》，代替了《中华人民共和国居民身份证条例》。《中华人民共和国居民身份证法》扩大了证件发放范围，法律规定现役的中国人民解放军军人、人民武装警察，可以自愿申领居民身份证；未满16周岁的公民，也可以根据自愿，申领居民身份证。有法律规定第一代身份证在有效期内继续有效。第二代身份证的设计方向：居民身份证具备视读与机读两种功能，这样可以适应信息时代的需要，增大伪造难度，减少鉴别真伪的难度（用专用读卡器即可读取其中数据）。
2004年1月1日，第二代居民身份证換發的开始，二代证已经逐渐取代了一代证。
2011年10月29日，十一届全国人大常委会第二十三次会议通过了关于修改居民身份证法的决定。修改后的居民身份证法规定：公民申请领取、换领、补领居民身份证，应当登记指纹信息。
2013年1月1日，第一代居民身份证退出历史舞台。在该日之后，处于有效期内的一代身份证全部不再有效。对于尚未领取二代居民身份证的群众，仍有多种证件可以临时替代第二代身份证。

### 临时居民身份证

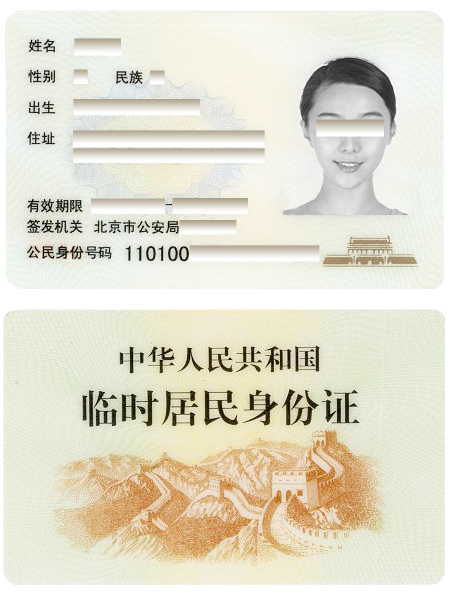
中华人民共和国临时居民身份证

2003年6月28日，第十届全国人民代表大会常务委员会第三次会议通过了《中华人民共和国居民身份证法》，代替了《中华人民共和国居民身份证条例》。2003年6月28日，中华人民共和国主席令第四号公布该法，自2004年1月1日起施行。《中华人民共和国居民身份证法》第十二条规定：“公民在申请领取、换领、补领居民身份证期间，急需使用居民身份证的，可以申请领取临时居民身份证，公安机关应当按照规定及时予以办理。具体办法由国务院公安部门规定。”
2005年6月7日，中华人民共和国公安部令第78号发布《中华人民共和国临时居民身份证管理办法》，自2005年10月1日起施行，公安部1989年9月15日发布的《临时身份证管理暂行规定》同时废止。《中华人民共和国临时居民身份证管理办法》规定，“临时居民身份证的有效期限为三个月，有效期限自签发之日起计算。”“临时居民身份证由县级人民政府公安机关统一制发、管理。”该办法还规定了临时居民身份证的申领、换领、补领、签发的有关制度。

## 功能

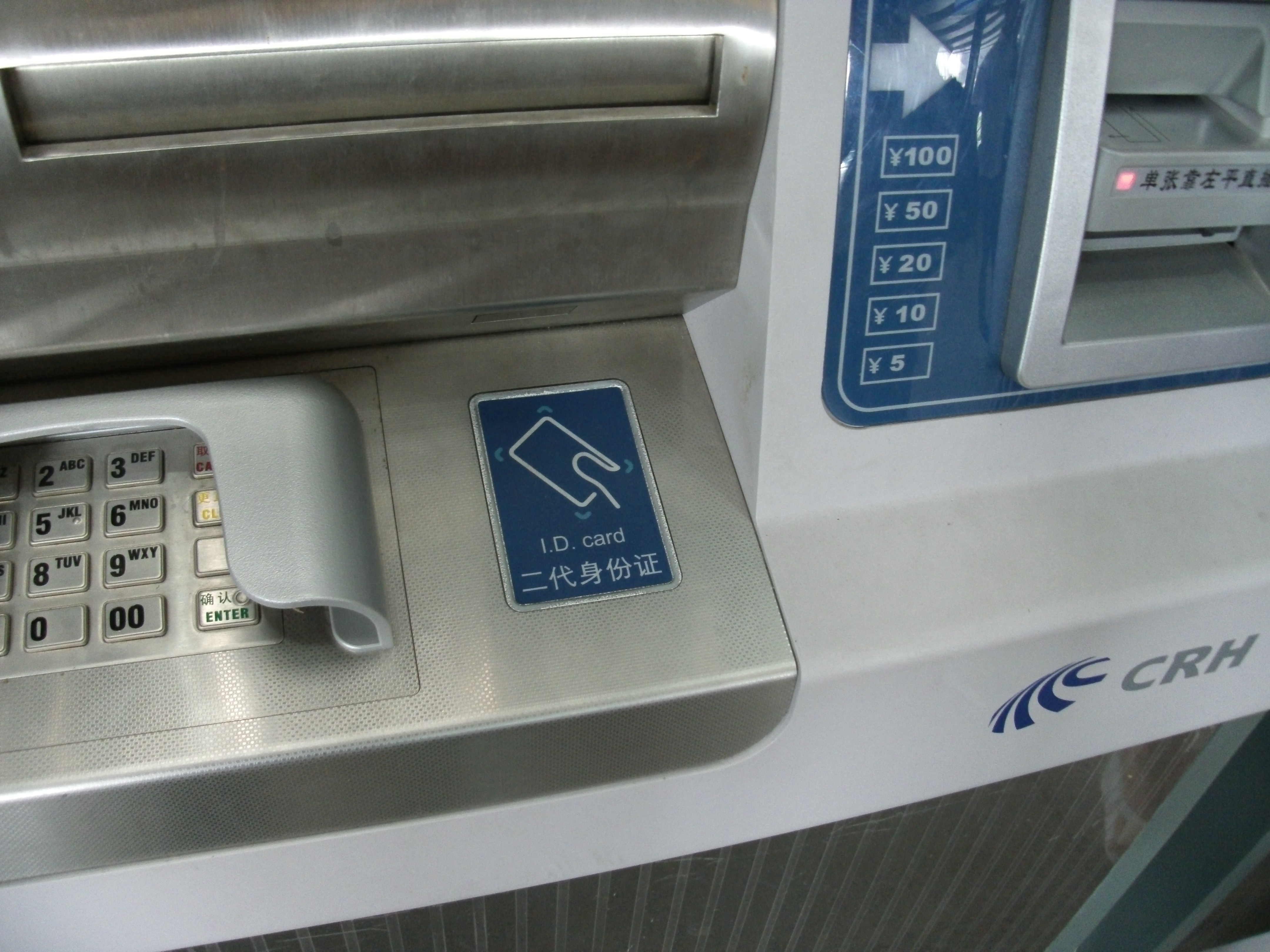
中国铁路系统实行火车票實名制，火車站自動售票機上有居民身份证读卡器，通过刷身份证可以打印行程信息提示单和报销凭证

《中华人民共和国居民身份证法》规定，下列情况时需要使用身份证：
- 常住户口登记项目变更；
- 兵役登记；
- 婚姻登记、收养登记；
- 申请办理出境手续；
- 法律、行政法规规定需要用居民身份证证明身份的其他情形。

《中华人民共和国居民身份证法》规定，遇有下列情形时，依法执行职务的人民警察经出示执法证件可查验居民身份证：
- 对有违法犯罪嫌疑的人员，需要查明身份的；
- 依法实施现场管制时，需要查明有关人员身份的；
- 发生严重危害社会治安突发事件时，需要查明现场有关人员身份的；
- 法律规定需要查明身份的其他情形。

日常生活中常见的需要使用居民身份证的常见情形包括但不限于以下：
- 乘坐国内火车、飞机、长途汽车、轮渡等公共交通工具；
- 在银行和电信运营商等处办理业务；
- 参加考试，例如高考、四六级、驾考、雅思等；
- 租房、入住酒店；
- 办理护照、往来港澳通行证、往来台湾通行证、驾驶证、居住证、社保卡等证件；
- 在医院自费医疗（公费医疗须使用社保卡）；
- 应聘就职；
- 进入网吧（须年满18周岁）。

居民身份证的效力仅限中国大陆境内，也不能用于出入国（边）境，如身处中国大陆以外地区，则需使用护照、往来港澳通行证、往来台湾通行证、入台证等来证明身份。

### 电子身份证
有由公安部第一研究所开发公民网络电子身份标识（eID）和公安部第一研究所开发的可信身份认证平台（CTID），目前统一为國家網絡身份認證公共服务。

## 式样

### 尺寸与材质
第一代身份证为聚酯膜塑封的纸质证件，长9.50cm，宽6.50cm。
第二代身份证由多层PET聚酯塑料压制而成，长85.60mm，宽54.00mm，厚1.00mm，四角为半径3.18mm的圆角。

### 登载信息
居民身份证（包括一、二两代）上用汉字（民族自治地方根据情况同时用汉字和当地通用文字）表示以下项目：

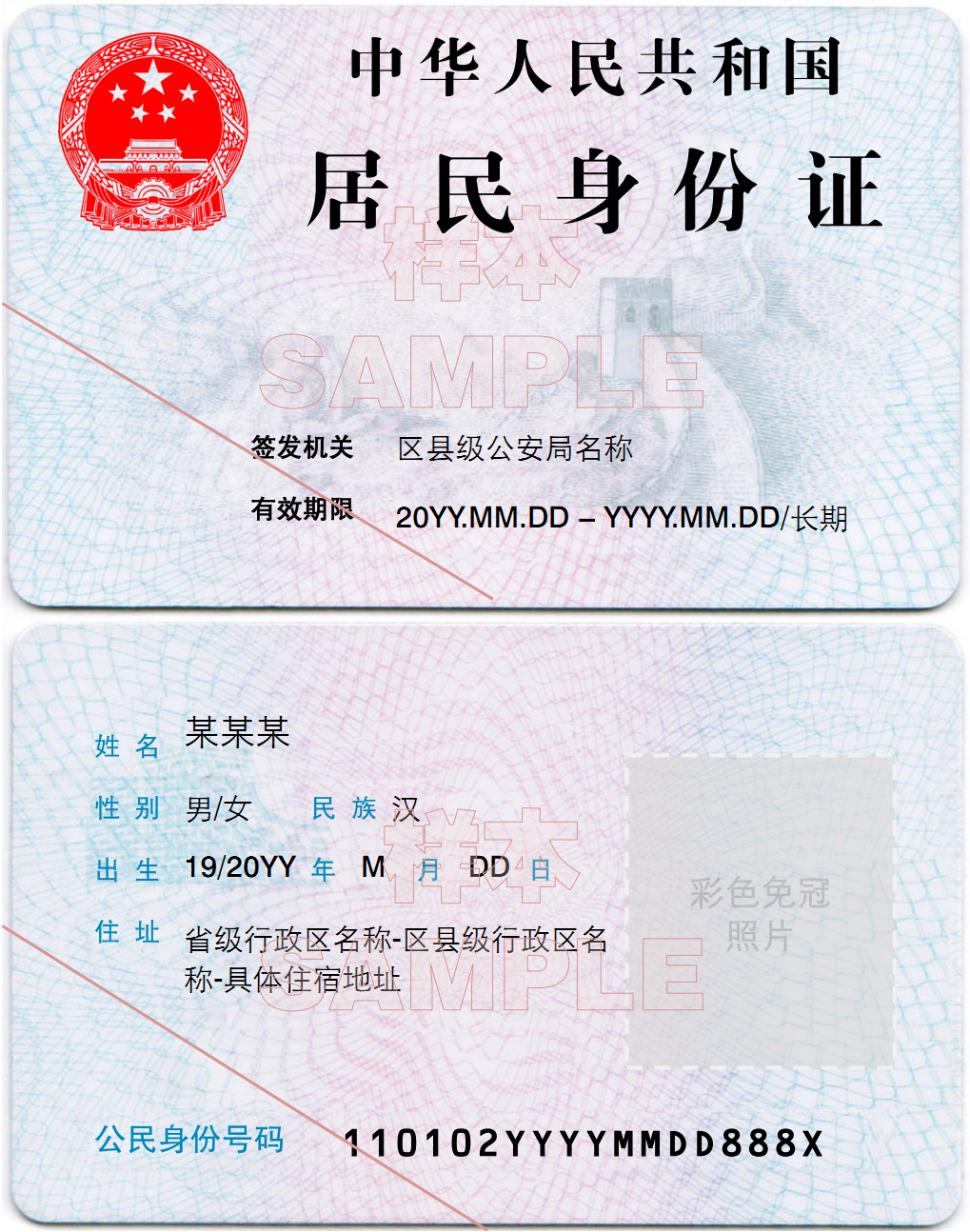
中华人民共和国居民身份证（第二代）简式样本

- 正面[參⁠ 7][參⁠ 8]
  - 签发机关：╳╳县（市、区）公安局（第一代身份证用印章形式，第二代身份证用文字）
  - 证件的有效期限（未满十六周岁：五年；十六周岁至二十五周岁：十年；二十六周岁至四十五周岁：二十年；四十六周岁以上：长期）
- 反面
  - 姓名（第一代身份证用手写的方式解决冷僻字问题，第二代身份证字库增大，但没有冷僻字的解决方案）
  - 性别：“男”或“女”
  - 民族：56个官方认定的民族名称或“未识别”、“其他”、“入籍”、“穿青人”[1]等。
  - 出生 年/月/日：╳╳╳╳年╳月╳日
  - 住址：常住户口所在地住址（可能并非实际住址）
  - 公民身份号码（1999年前的第一代身份证为15位，第二代身份证为18位）

此外第一代身份证印有持证人的黑白照片，第二代身份证是彩色的。1984年，有关各方曾就居民身份证是否要有“婚姻状况”、“职业”等内容进行过争论和探讨，综合考虑中华人民共和国国内的实际情况，这些内容最终没有登载于身份证上，但是被记录在居民户口簿中。

### 第二代身份证机读信息
第二代身份证使用了RFID非接触智能卡技术，其工作频率为13.56MHz，可由公安部授权提供的读取装置进行机读。该集成电路芯片由公安部第一研究所开发，内载有姓名、性别、民族、出生日期、住址、公民身份号码、签发机关、有效期起止日期，及持证人的相片与指纹信息。其中，持证人相片采用私有的WLT （页面存档备份，存于）格式储存。

### 少数民族地区民汉双文制度

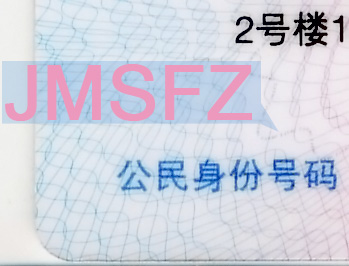
第二代身份证纹理中暗藏JMSFZ字样

根据《中华人民共和国居民身份证法》第一章第四条第二款之规定，“民族自治地方的自治机关根据本地区的实际情况，对居民身份证用汉字登记的内容，可以决定同时使用实行区域自治的民族的文字或者选用一种当地通用的文字。”允许中国少数民族地区使用相应的主体少数民族文字的民汉双文身份证，如广西签发的第一代、第二代身份证都有壮文。第一代民族文字因技术原因采用手写，第二代六种民族文字全部采用计算机输入。
中国第二代身份证有壮文、维文、彝文、藏文、蒙文、朝鲜文六种民族文字与汉文字并列的双文版身份证。使用以上六种民族文字的少数民族地区的共有资料部分，蒙文在汉文之左则，其餘一律为民族文在上、汉文在下的双文版本。本人资料部分，少数民族地区的主体少数民族居民可以申请附加民族语言在汉文之上，汉族以及其他民族居民则只显示汉文，但可申请附加民族语言。
而共有信息是否标注少数民族文字、标注何种少数民族文字，完全按照居民户籍办理，而和居民本人的民族无关。而标注少数民族文字的地区，仅限各民族自治地方，标注的为该对应民族所使用的文字，而且仅限该民族文字，比如新疆维吾尔自治区为汉字以及维吾尔文，而且少数民族文字仅限维吾尔文，而无法标注其他可标注文字（壮文、彝文、藏文、蒙文、朝鲜文）。
如新疆居民如果户籍转移到广西，他更换的身份证加注的少数民族文字会从维吾尔文换为壮文（而不论该居民为任何民族）；而如果户籍转移到北京，则更换后的身份证上便不会再出现少数民族语言文字。反过来，只要户籍在新疆境内，一律标注维吾尔文，而不论居民本人是汉族、哈萨克族或者其他任何民族。此外，江苏等地区已经允许上述地区的户籍居民异地办理带有少数民族文字的居民身份证。
关于实际采纳的区域，为五大民族自治区的四个（内蒙古自治区的蒙古文，新疆维吾尔自治区的维吾尔文，广西壮族自治区的壮文，以及西藏自治区的藏文），而宁夏回族自治区的回族并无本民族文字而不采用。以及吉林省延边朝鲜族自治州的朝鲜文、四川省凉山彝族自治州的彝文等等。
以新疆维吾尔自治区为例，全区的身份证的共有资料部分一律为维汉双文版本（例：姓名），而区内的维吾尔族居民可以在本人资料部分的汉文之上附加维吾尔文，而区内的汉族或其他少数民族的本人资料部分则只有汉文，或也可申请附加维吾尔文，但不能附加其他的民族文字（如哈萨克文、满文、锡伯文等）。
共有资料部分有以下九项，背面七项以天蓝字显示，正面二项以黑字显示：
| 简体中文 | 壯文 | 維吾爾文           | 彝文 | 藏文                 | 蒙古文                                     | 朝鲜文 |      |
| 背面     | 背面 | 背面               | 背面 | 背面                 | 背面                                       | 背面   | 背面 |
| -------- | ---- | ------------------ | ---- | -------------------- | ------------------------------------------ | ------ | ---- |
| 姓名     |      | نامى               |      | རུས་མིང་།              | ᠣᠪᠣᠭ ᠨᠡᠷ᠎ᠡ                                  |        |      |
|          |      | جىنسى              |      | ཕོ་མོ།                 | ᠴᠢᠨᠠᠷ ‍ᠤᠨ ᠢᠯᠭᠠᠯ                              |        |      |
| 民族     |      | مىللىتى            |      | མི་རིགས།               | ᠦᠨᠳᠦᠰᠦᠲᠡᠨ                                  |        |      |
| 出生     |      | تۇغۇلغان           |      | སྐྱེས་དུས།               | ᠲᠥᠷᠥᠭᠰᠡᠨ ᠡᠳᠦᠷ                              |        |      |
| 年 月 日 |      | يىل ئاي كۈن        |      | ལོའི་ཟླ་ ཚེ་ས་ ཉིན།       | ᠣᠨ ᠰᠠᠷ᠎ᠠ ᠡᠳᠦᠷ                               |        |      |
| 住址     |      | ئادرېسى            |      | སྡོད་གནས།              | ᠰᠠᠭᠤᠭ᠎ᠠ ᠭᠠᠵᠠᠷ                               |        |      |
|          |      | كىملىك نومۇرى      |      | སྤྱི་དམངས་ཐོབ་ཐང་ཨང་རྟགས། | ᠢᠷᠭᠡᠨ ‍ᠦ ᠪᠡᠶ᠎ᠡ ᠵᠢᠨ ᠦᠨᠡᠮᠯᠡᠯ ‍ᠦᠨ ᠨᠣᠮᠧᠷ            |        |      |
| 正面     |      |                    |      |                      |                                            |        |      |
|          |      | تارقاتقان ئورگان   |      | མཆན་སྤྲོད་ལས་ཁུངས།       | ᠭᠠᠷ ᠤᠨ ᠦᠰᠦᠭ ᠵᠢᠷᠤᠴᠤ ᠣᠯᠭᠣᠨ ᠥᠭᠬᠦᠭᠰᠡᠨ ᠪᠡᠢᠭᠣᠯᠭ᠎ᠠ |        |      |
| 有效期限 |      | كۈچكە ئىگە مۇددىتى |      | ནུས་ཐོན་ངུས་ཙོད།         | ᠬᠦᠴᠦᠨ ᠪᠦᠬᠦᠢ ᠬᠤᠭᠤᠴᠠᠭ᠎ᠠ                       |        |      |

### 防伪技术
- 第一代：聚酯膜塑封，后期使用激光图案防伪。
- 第二代：身份证是非接触式IC芯片卡，有定向光变色“长城”图案、防伪膜、光变光存储“中国CHINA”字样、缩微字符串“JMSFZ”（漢語拼音：Jūmín Shēnfènzhèng，居民身份證）、紫外灯光显现的荧光印刷“长城”图案等防伪技术。

## 申领

### 地方人员（非现役人员）
根据《中华人民共和国居民身份证法》第2章第10条，申领居民身份证需要到居民所常居地区的公安局、公安分局、行政派出所等官方授权受理机关申请。首次申请身份證时免費，換發時收取工本费用20元人民币 ; 補發證件则收取40元人民币（可多次補發，不限数量）。此外还需要一张第二代居民身份证专用的数码照片以及中华人民共和国户口本原件来证明申请人的常居地址。受理申请之日起60日内签发身份证。此外还有最快当天就可签发的临时居民身份证可供申请，该证件制作简易且不具有非接触式IC芯片，有效期三个月，工本费10元，可作为申请人在“申请领取、换领、补领居民身份证期间”的身份证明。
最初，若居民身份证有效期满、公民姓名变更或者证件严重损坏不能辨认的或者居民身份证不慎遗失的，居民需要到户籍所在地的公安局、公安分局、行政派出所等官方授权受理机关申请换证或补证。2015年，中国大陆的各一级行政区开展居民身份证异地受理一对一试点。截至2015年11月，有10个一级行政区开展了这一试点，包括天津与河南、江苏与安徽、浙江与江西、重庆与四川、湖北与湖南（例如，户籍所在地为江苏徐州的身份证，若在安徽合肥或江苏南京遗失或需要换证的，则可以在安徽合肥或江苏南京办理换证或补证手续）。根据中华人民共和国公安部印发的《关于建立居民身份证异地受理挂失申报和丢失招领制度的意见》，2016年7月，中国大陆各大中城市和有条件的县（市）将推广身份证异地受理业务；2017年7月，全国各地全面实施身份证异地受理、挂失申报和丢失招领工作，在当地有合法稳定就业、就学或居住的非户籍居民可以办理。但是，若居民为身份难确定者、有不良信用记录者、有相貌特征发生较大变化，且居民身份证未登记指纹信息难以确认身份者以及对伪造、变造、买卖、冒领、骗领、冒用居民户口簿、居民身份证、护照、驾驶证和买卖、使用伪造的居民户口簿、居民身份证、护照、驾驶证等国家机关证件者，仍不能异地办理身份证，需要回户籍地申请办理。对于异地申办居民身份证的内部流程，简单而言是申请人实际居住地的公安机关收集申请人的材料后，将资料传递给户籍地的公安机关，后者审核完成后确认签发，之后居住地公安机关制作居民身份证并交付给申请人，因此，居民身份证上的签发机关依旧为申请人户籍地的县级公安机关，而临时身份证则无法异地办理。对于临时前往户籍地以外地区（例如旅游、探亲访友、就医等）的人员，若其间居民身份证丢失或损毁，不能申请异地补发，可以让当地公安机关出具临时身份证明（一般为纸质，并非临时居民身份证）以证明身份，待回到户籍地后再申请补发居民身份证。
对于首次申领居民身份证的居民，仍然需要返回户籍地公安机关办理。2021年10月20日起，长江三角洲城市群开始试点首次申领居民身份证“跨省通办”，若申请人的户籍地和合法稳定就业、就学或居住地均位于上海市、江苏省南京市、苏州市、盐城市、浙江省嘉兴市、绍兴市、台州市、安徽省合肥市、宿州市或黄山市境内，则可以异地首次申领居民身份证。

### 现役军人
1958年1月9日实施的《中华人民共和国户口登记条例》第十一条规定：“被征集服现役的公民，在入伍前，由本人或者户主持应征公民入伍通知书向常住地户口登记机关申报迁出登记，注销户口，不发迁移证件”，这意味这军人在入伍时须注销户籍，也因此无法办理居民身份证。
虽然中国人民解放军和中国人民武装警察部队签发给现役军人和现役官兵（以下简称“军人”）的解放军军官证、解放军义务兵证、武警警官证、武警士兵证等证件虽然属于法定有效身份证件，但在社会上仍然存在不被认可的问题，给军人生活造成困扰，因此中华人民共和国国务院和中华人民共和国中央军事委员会颁布了《现役军人和人民武装警察居民身份证申领发放办法》，于2008年1月1日生效。根据该办法，军人也可以办理居民身份证（也被称为军人身份证）。
军人若要申请领取、换领、补领居民身份证，不能直接前往地方公安机关办理，而是应当填写《现役军人、人民武装警察居民身份证申领登记表》，由本人所在团级以上单位向本人长期固定住址所在地的县级人民政府公安机关代为申请，由现役军人的长期固定住址所在地的县级人民政府公安机关签发，实践中，军队驻地和军人入伍前的户籍地的县级公安机关均可为军人签发居民身份证。如果军人在入伍前就已经领取过居民身份证且仍在有效期内，在向其所在的团级以上单位登记备案后便可继续使用，无需换证。
编号方面，针对军人签发的居民身份证编号遵循已有的国家标准，军人所在部队的政工部门发出含有《军人公民身份号码登记表》的公函至其原籍或驻地县级公安机关，收函单位（地方县级公安机关）根据表格中军人的基本信息及照片、部队审核意见等内容查询核实当事人入伍前的户籍资料，如果没有重复编号等问题，则根据以往的记录编制军人公民身份号码，如果存在重复编号，则需要重新核查并编号，如果发现军人的户籍未被注销，则要先注销其户籍。样式方面，军人的居民身份证上不会体现部队信息，照片也不会穿着军装。
2021年8月1日《中华人民共和国军人地位和权益保障法》实施后入伍的军人可以保留户籍。

## 安全性问题
因二代身份证无法注销，即便丢失后补办挂失处理，已丢失的身份证仍可使用。对于此漏洞，公安部给出的对策之一是进行指纹登记，而修订的《居民身份证法》亦规定了公民申领、换领、补领居民身份证应当登记指纹信息。但提取指纹被指不利于公民权利，招致部分观点反对。
2016年10月6日，公安部宣布失效居民身份证信息系统上线试运行，用以解决身份证挂失后仍能有效使用的问题。